# Dante Masocco
Dante Masocco (Bagnone, 17 de marzo de 1936 - Siracusa, 30 de julio de 2015) fue un jugador de baloncesto y político italiano. Actuó profesionalmente en su país y compitió con Italia a nivel internacional. 

## Trayectoria
Dotado de 1,97 metros de altura, jugó al baloncesto en diversas categorías profesionales de Italia. Comenzó actuando con el Cantù, en la primera división local. 
En 1963 fue  fichado por el Milano 1958, equipo con el cual conquistaría el título de la segunda división en su primera temporada. Allí permaneció hasta 1968, año en que se unió al Vigevano con la misión de conseguir el ascenso a primera división, cosa que finalmente no consiguió. De  todos modos Masocco retornaría a la máxima categoría del baloncesto italiano para jugar dos años más en Cantù.
Concluyó su carrera de deportista de alta competición en el Varedo de la Serie D.
Tras retirarse del baloncesto, trabajó como agrimensor. También se dedicó a la política, llegando a ser miembro de consejo comunal de Cantù y dos veces concejal.
Falleció al caer de un acantilado en Sicilia, lugar donde solía pasar sus vacaciones de verano.

## Familia
Dante Masocco era hermano de la atleta Maria Stella Masocco, y por lo tanto tío de las voleibolistas Veronica y Guendalina Buffon y del futbolista Gianluigi Buffon.